# Минская весна
«Ми́нская весна́» (бел. Мінская вясна) — название акций протеста в Беларуси, прошедших весной 1996—1997 годов. В протестах участвовали не только оппозиционные партии, но и провластные коммунисты.

## Предыстория
Противостояние между президентом Александром Григорьевичем Лукашенко и оппозицией началось ещё в 1995 году, во время первого белорусского референдума, проведение которого было незаконно по Конституции и Закону о референдумах. Тогда Лукашенко стал оказывать на Верховный Совет давление, которое помогло достичь согласие Совета на проведение референдума. Лидеры оппозиции попытались организовать голодовку в Доме правительства, однако их выгнали оттуда бойцы ОМОНа, избивая при этом. В результате референдума была изменена государственная символика, русский язык получил статус государственного, президент получил право распускать парламент.
Противостояние президента и оппозиции наблюдалось во время парламентских выборов 1995 года. Тогда пропрезидентская пресса всячески обвиняла оппозицию в воспрепятствовании нормальному проведению выборов. В свою очередь оппозиция утверждала, что против неё используются незаконные методы с целью парализовать деятельность оппозиционных партии и пролоббировать в парламент как можно большее количество пропрезидентских ставленников.
Накануне подписания первых интеграционных соглашений Белоруссии и России оппозиция организовала акции протеста под названием «Минская весна». Причиной протестов являлось то, что условия соглашений до последнего момента не были известны ни депутатам Верховного Совета, ни простым гражданам Белоруссии. Поэтому лидеры оппозиции заявили, что эти соглашения могут привести к тому, что Белоруссия утратит независимость и начали проводить акции протеста.

## Ход событий

### 1996 год

#### 24 марта
Первая акция состоялась 24 марта. Организатором митинга 24 марта выступил БНФ, оргкомитет возглавил лично Василь Быков. Тогда протестующие собрались на площади Независимости и пошли к проспекту Франциска Скорины (сейчас — Независимости). Им преградил дорогу кордон милиции, но митингующие прорвались через него и устроили шествие по проспекту Скорины. По разным данным, в нём участвовало от 20 до 30 тысяч человек, скандировавших лозунги: «Жыве Беларусь!», «Незалежнасць», «Долой Лукаша!». На митинге, по предложению депутата Сергея Антончика, участники собирали деньги «на билет Лукашенко до Москвы». Оппозиция пыталась добиться телевизионного эфира возле здания телерадиокомпании. Однако силы правопорядка оттеснили от него протестующих. Затем митингующие пошли к зданию КГБ. Там митинг закончился, и люди стали расходиться. В это время на них напали спецотделы милиции. Около 17 часов на проспекте Скорины, возле здания КГБ, спецназ совершает настоящее побоище. Впервые в истории независимой Белоруссии спецназовцы избивали демонстрантов дубинками и пинали ногами. Арестовано около 30 человек. Большое количество раненых.

#### Апрель — май
2 апреля Ельцин и Лукашенко подписали договор о Сообществе Белоруссии и России. В Минске прошло новое шествие численностью до 30 тысяч человек. Газета «Свабода» писала, что три четверти собравшихся были молодёжью от 16 до 25 лет.
Самой массовой и ожесточённой акцией стал «Чернобыльский шлях» 26 апреля. Накануне в столице распространялись слухи, что для подавления протестов в Минск может быть заброшен российский спецназ. Это подогревало решительность оппозиции. Украинские националисты из УНА-УНСО приехали поддержать белорусские протесты.
26 апреля прошло шествие по проспекту Скорины (теперь Независимости). Оценки численности участников разнятся от 30 до 60 тысяч человек. На митинге выступал Зенон Позняк. Власти не разрешили митинг и бросили на подавление протеста спецназ, армейские спецподразделения и российский ОМОН. Однако демонстранты оказали сильное сопротивление. Они переворачивали машины милиции, вступали в столкновения с сотрудниками правоохранительных органов. В больницах оказалось больше 30 сотрудников ОМОНа и больше 200 человек из внутренних войск, десятки и сотни людей в форме спасались, переплывая Свислочь, в которую их сбрасывали митингующие. После акции были задержаны сотни людей, Александр Лукашенко устроил разнос силовикам за пассивность. Несколько украинских националистов были осуждены по уголовным статьям и вышли из белорусской тюрьмы в конце 1996—1997 годов.
1 мая Николай Статкевич организовал митинг, который был жестоко разогнан ОМОНом.

### 1997

#### 23 марта
23 марта 1997 года БНФ провёл в Минске несанкционированное шествие по проспекту Скорины, а затем митинг на площади Якуба Коласа. Столкновения с милицией начались из-за того, что милиционеры попытались арестовать несколько активистов БНФа. Тогда протестующие стали бросать в сотрудников правоохранительных органов камни. В результате были разбиты окна милицейских автобусов и служебных машин, один милиционер был ранен. В ответ на это милиция разогнала митинг, применив резиновые дубинки и слезоточивый газ. В акции протеста участвовало 10 тысяч человек.

#### 1 апреля
1 апреля 1997 года в Минске, в ожидании подписания соглашения о создании союза Белоруссии и России, представители оппозиции вышли на улицы города. Милиция блокировала участников акции протеста в районе железнодорожного вокзала. Вот как события того вечера описал корреспондент российского телеканала НТВ: «Постояв друг против друга, противники и сторонники союзного государства затем мирно разошлись. Сегодняшние события возле железнодорожного вокзала в Минске не нарушили спокойное течение жизни белорусской столицы накануне подписания брачного контракта между Республикой Беларусь и Российской Федерацией».

#### 2 апреля
День спустя события в Минске были далеко не такими мирными. В день подписания соглашения, которое оппозиция назвала аншлюсом, прошло сразу несколько митингов. Провластные и оппозиционные коммунисты собрали по тысяче своих сторонников в парке Горького, а самая массовая акция объединённой оппозиции прошла возле Оперного театра. После её завершения демонстранты выдвинулись в сторону российского посольства. В этот момент начались кровавые стычки с сотрудниками милиции. Те же корреспонденты НТВ в сюжете о событиях в Минске описывали действия минского ОМОНа как особо жестокие. По словам журналистов, милиционеры избивали дубинками всех, кто попадал под руку, не жалея женщин. В тот вечер были жестоко избиты несколько представителей прессы, в том числе и Ирина Халип вместе со своим отцом.

#### 26 апреля
26 апреля в Минске прошла акция «Чернобыльский шлях», участие в нём приняло около 25 тысяч человек.
Колонну возглавляли два священника с иконой, а также колокол печали. Кроме бело-красно-белых флагов была представлена символика Евросоюза, чёрные транспаранты с перечислением мест, наиболее пострадавших от катастрофы, а также знамёна профсоюзных организаций. В начале движения колонны за акцией лично наблюдал Михаил Мясникович, который в то время был главой Администрации президента. Как только демонстранты стали приближаться к нему, он умчался на белой «Вольво». На подходе к площади Победы был замечен один из главных нынешних идеологов Всеволод Янчевский, который в 1997 году возглавлял движение «Прямое действие». После нескольких оскорбительных выкриков в его адрес он также скрылся. Митингующие шли до Дворца спорта. Там закончился митинг. Милиция задержала восемь человек.

### Результаты
Протесты белорусской общественности повлияли на то, что последний вариант Договора был скорректирован в направлении сохранения внешних признаков суверенитета Белоруссии.

## Реакция в мире
- Президент Российской Федерации Борис Ельцин после акции 24 марта 1996 года опроверг, что Белоруссия и Россия готовятся к созданию единого государства[6].
- Британская Guardian однозначно связала массовость акции в Минске с «задним ходом» Кремля[6].